# Битва за Миндоро
Битва за Миндоро (филиппинский язык: Labanan sa Mindoro) — наземная операция по освобождению острова Миндоро (Филиппины) от японских войск, которая проходила с 13 декабря по 16 декабря 1944 года на Тихоокеанском театре военных действий Второй мировой войны, часть операции по освобождению Филиппин.

## Предыстория
На начало 1945 года американское командование запланировало захват крупнейшего острова Филиппинского архипелага Лусон, для осуществления этого плана американским войскам нужны были авиабазы, которые располагались бы ближе к острову, чем остров Лейте. Этой цели соответствовал остров Миндоро.
Миндоро в основном покрыт холмами и горами, с несколькими узкими равнинами вдоль берегов. На острове идут почти каждый день дожди, а также высокая влажность, что способствует развитию малярии и других болезней. Поэтому на острове было минимальный контингент японских войск.
Однако захватить остров Миндоро было непростой задачей. Северо-восточное побережье острова лучше всего подходило для высадки десанта, но было в зоне действия японской авиации с острова Лусон. Поэтому для высадки десанта был выбран город Сан-Хосе, который располагался на юго-западе острова около залива Мангарин.
Захват острова было поручено 6-й армии США под командование генерал-лейтенанта Вальтера Крюгера. В оперативную группу для захвата острова были выделены: 24-й пехотной дивизии под командование Роскоу Вудруфа, 19-й пехотный полк и 503-й парашютно-десантный полк под командованием Джорджа Джоунса. В целых защиты десантных войск и оказанию огневой поддержке было выделено 6 эскортных авианосцев, 3 линейных корабля, 6 крейсеров и множество небольших военных кораблей.
Основной угрозой для десантных и вспомогательных военных кораблей были японские самолёты-камикадзе. Японцы начали использовать тактику камикадзе на заключительном этапы битвы в заливе Лейте.
13 декабря 1944 года, за два дня до штурма острова, камикадзе нанесли удар по оперативной группе ВМФ США, которая доставила десант к острову Миндоро. Легкий крейсер USS Nashville был атакован камикадзе, в результате чего погибло более 130 человек и ранено ещё 190, а корабль получил значительные повреждения. Другие атаки камикадзе повредили два десантных корабля.

## Сражение
15 декабря началась высадка на остров Миндоро. Ясная погода позволила полностью использовать американскую авиацию и мощь кораблей сопровождения., которые подвергли остров массированной бомбардировке. Десантные самолёты не смогли вылететь из аэропорта на острове Лейте, поэтому 503-й парашютно-десантный полк высадился вместе с морским десантом в бухте Мангарин.
К полудню 15 декабря город Сан-Хосе был захвачен американским десантом. Практически сразу начались работы по созданию взлетно-посадочных полос, две из которых были введены в строй уже к 23 декабрю 1944 года.
На Миндоро находилось около 1000 японских солдат, а также 200 моряков, выживших с кораблей, потопленных около острова. Поэтому сопротивление японцев было минимальным. Лишь около 300 японских солдат на севере острова развернули жестокую борьбу против американских солдат. В течение 48 часов остров был полностью захвачен американскими войсками.

## Последствия
Японские войска на Миндоро потеряли около 200 солдат и офицеров убитыми и 375 ранеными. Некоторые японские солдаты сбежали в джунгли, где скрывались до конца войны. 24-я пехотная дивизия потеряла 18 человек убитыми и 81 ранеными.
Аэродромы на острове позволили американским самолётам оказать поддержку при вторжении на остров Лусон. Бомбардировщики с аэродромов острова также действовали над Южно-Китайским морем и вместе с военно-морским флотом блокировали судоходство между Японией и Юго-Восточной Азией.

## Примечание
1. 1 2  Luzon. history.army.mil. Дата обращения: 11 января 2020. Архивировано 14 мая 2021 года.
2. ↑  Samuel Eliot Morison. The Liberation of the Philippines - Luzon, Mindanao, the Visayas, 1944 - 1945. — University of Illinois Press, 2002. — 396 с. — ISBN 978-0-252-07064-8.